# Rusty Saunders
Russell Collier Saunders, detto Rusty (Trenton, 12 marzo 1906 – Trenton, 24 novembre 1967), è stato un cestista e giocatore di baseball statunitense, professionista nella MLB,nella ABL e nella NBL.

## Carriera
Giocò per due stagioni nella NBL, disputando complessivamente 19 partite con 1,3 punti di media.